# ملخ‌های شکم‌باد
ملخ‌های شکم‌باد (نام علمی: Pneumoridae) نام یک تیره از زیرراسته ملخ است.